# My Camp Rock
My Camp Rock é um concurso relacionado com o filme original Camp Rock que é dirigido a telespectadores com talento musical. O vencedor terá a oportunidade de gravar um videoclip que será posteriormente exibido no canal televisivo Disney Channel. Os concorrentes podem participar a solo ou em grupo, no máximo de 5 pessoas, e têm de cantar uma das seguintes músicas da banda sonora do filme Camp Rock: "This is me" ou "We Rock". Os concorrentes podem optar por tocar um instrumento ou utilizar os instrumentais disponibilizados no site do Disney Channel. A prestação é enviada por vídeo para o Disney Channel em que todos os elementos do grupo têm de aparecer de corpo inteiro.São também disponibilizadas as letras das músicas no mesmo site. Para participar é necessário:
-Ter uma idade entre os 8 e os 16 anos.
-Autorização do encarregado de educação.
-O vídeo tem de estar em formato DVD ou Mini DV.